# D'Alembert (cràter)

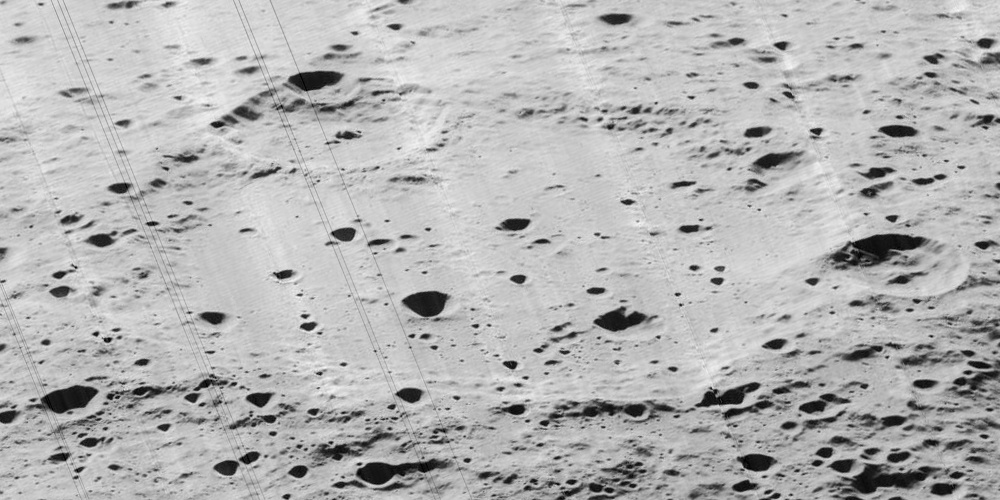
Vista obliqua de la Lunar Orbiter 5, costat oest

D'Alembert és un gran cràter d'impacte situat en l'hemisferi nord de la cara oculta de la Lluna, al nord-est de la plana emmurallat del cràter alguna cosa menor Campbell. A cavall sobre el bord sud-oest de D'Alembert apareix el cràter Slipher. Al nord es troba el cràter Yamamoto, i al sud-sud-oest es troba Langevin. Aquesta plana emmurallada té el mateix diàmetre que Clavius en el costat proper, per la qual cosa és una de les majors formacions d'aquest tipus en la Lluna.

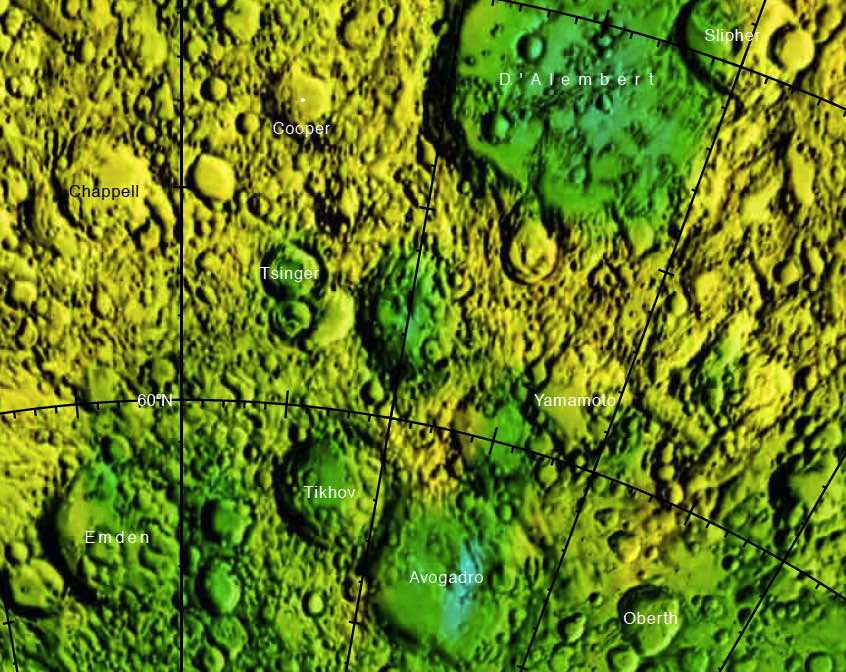
Localització de D'Alembert. Fotografia de la missió Lunar Reconnaissance Orbiter

Igual que amb moltes planes lunars emmurallades de dimensions comparables, la vora exterior d'aquesta formació s'ha desgastada i deteriorada per impactes posteriors. A més de Slipher, el més notable d'aquests cràters és D'Alembert Z, que travessa el bord nord. També hi ha un petit cràter en la paret interior del nord-oest que té una gran esquerda en el seu costat oriental, i un cràter més petit al llarg de la paret interior del sud-est. Malgrat estar molt erosionat, la forma del brocal encara es poden destriar fàcilment com una línia de crestes més o menys circular sobre la superfície lunar.
La plataforma interior de D'Alembert és una superfície relativament plana, almenys en comparació del terreny aspre que envolta la vora del cràter. Està marcat amb nombrosos impactes de cràters petits, amb els cràters de gran grandària D'Alembert G i D'Alembert I situats cap al costat oriental de la vora. En el sud-oest, el sòl és més irregular a causa de la rampa exterior i a les capes de material expulsat des de Slipher. Un parell d'esquerdes poc profundes en la superfície del sòl es perllonguen fins a lluny del cràter, iniciant-se prop del punt mitjà de D'Alembert i arribant fins a la meitat del recorregut cap a la paret interior.

## Cràters satèl·lit
Per convenció aquests elements són identificats en els mapes lunars posant la lletra en el costat del punt central del cràter que està més prop de D'Alembert.
|            | \| D'Alembert \| Coordenades \| Diàmetre \| \| ---------- \| -------------------------------------- \| -------- \| \| E \| 52° 48′ N, 168° 12′ E / 52.8°N,168.2°E \| 22 km \| \| G \| 50° 54′ N, 167° 30′ E / 50.9°N,167.5°E \| 18 km \| \| J \| 47° 30′ N, 170° 24′ E / 47.5°N,170.4°E \| 2 km \| \| Z \| 55° 24′ N, 165° 36′ E / 55.4°N,165.6°E \| 4 km \| |          |
| D'Alembert | Coordenades | Diàmetre |
| E          | 52° 48′ N, 168° 12′ E / 52.8°N,168.2°E | 22 km    |
| G          | 50° 54′ N, 167° 30′ E / 50.9°N,167.5°E | 18 km    |
| J          | 47° 30′ N, 170° 24′ E / 47.5°N,170.4°E | 2 km     |
| Z          | 55° 24′ N, 165° 36′ E / 55.4°N,165.6°E | 4 km     |

### Altres referències
- (WGPSN), IAU Working Group for Planetary System Nomenclature. «Gazetteer of Planetary Nomenclature. 1:1 Million-Scale Maps of the Moon» (en anglès).  UAI / USGS, 13-02-2013. [Consulta: 6 abril 2016].
- Andersson, L. E.; Whitaker, E. A.,. NASA Catalogue of Lunar Nomenclature (en anglès).  NASA RP-1097, 1982.
- Blue, Jennifer. «Gazetteer of Planetary Nomenclature» (en anglès).  USGS, 25-07-2007. [Consulta: 2 gener 2012].
- Bussey, B.; Spudis, P.. The Clementine Atlas of the Moon (en anglès).  Nueva York: Cambridge University Press, 2004. ISBN 0-521-81528-2.
- Cocks, Elijah E.; Cocks, Josiah C.. Who's Who on the Moon: A Biographical Dictionary of Lunar Nomenclature (en anglès).  Tudor Publishers, 1995. ISBN 0-936389-27-3.
- McDowell, Jonathan. «Lunar Nomenclature» (en anglès).   Jonathan's Space Report, 15-07-2007. [Consulta: 2 gener 2012].
- Menzel, D. H.; Minnaert, M.; Levin, B.; Dollfus, A.; Bell, B. «Report on Lunar Nomenclature by The Working Group of Commission 17 of the IAU» (en anglès). Space Science Reviews, 12, 1971, pàg. 136.
- Moore, Patrick. On the Moon (en anglès).  Sterling Publishing Co, 2001. ISBN 0-304-35469-4.
- Price, Fred W. The Moon Observer's Handbook (en anglès).  Cambridge University Press, 1988. ISBN 0521335000.
- Rükl, Antonín. Atlas of the Moon (en anglès).  Kalmbach Books, 1990. ISBN 0-913135-17-8.
- Webb, Rev. T. W.. Celestial Objects for Common Telescopes, 6ª edición revisada (en anglès).  Dover, 1962. ISBN 0-486-20917-2.
- Whitaker, Ewen A. Mapping and Naming the Moon (en anglès).  Cambridge University Press, 2003. 978-0-521-54414-6.
- Wlasuk, Peter T. Observing the Moon (en anglès).  Springer, 2000. ISBN 1-85233-193-3.